# دی هاویلند دی‌اچ.۳۷
دی هاویلند دی‌اچ. ۳۷ (به انگلیسی: De_Havilland_DH.37) یک هواگرد ملخ‌پیشین تک‌موتوره از نوع دوباله شخصی ساخت شرکت د هویلند است. هواگرد دی‌هاویلند دی‌اچ. ۳۷ نخستین پروازش را در ژوئن ۱۹۲۲ میلادی انجام داد. در مجموع، تعداد ۲ فروند از این هواگرد ساخته شده‌است.